# Scorpions de Stuttgart
Stade
Maillots
es Scorpions de Stuttgart est un club allemand de football américain basé à Stuttgart. Ce club qui évolue au Gazi-Stadion auf der Waldau (11 544 places) fut fondé en décembre 1982.  
Les Scorpions jouent dans le championnat d'Allemagne de première division depuis 1994 après avoir gouté à l'élite dès 1985, mais en connaissant deux relégations à l'étage inférieur. 